# Bosmie-l’Aiguille
Bosmie-l’Aiguille – miejscowość i gmina we Francji, w regionie Nowa Akwitania, w departamencie Haute-Vienne. W 2013 roku populacja ówczesnej gminy wynosiła 2513 mieszkańców. 